# Сенявін Наум Якимович
Наум Якимович Сенявін (Близько 1680, Москва, Московське царство — 24 травня 1738, Очаків) — російський флотоводець, перший російський віцеадмірал (1727), батько адмірала О. Н. Сенявіна. 

## Біографія
Походив з дрібного дворянства. Почав військову службу у 1698 році солдатом бомбардирської роти Преображенського полку. Із 1699 року служив на флоті. 
Учасник Великої Північної війни. Брав участь у взятті Шліссельбургу та Нарви, у морських боях у Фінській затоці. Із 1707 року — поручник. У серпні 1708 року, командуючи загоном з двох бригантин, відбив набіг шведів на Неву. У 1709 — 1712 роках супроводжував Петра I в усіх його поїздках, також займався організацією провіанту для армії і флоту. Із 1713 року — капітан-поручник, командир корабля «Рандольф». Декілька разів їздив до Англії та Голландії наймати моряків на російську службу.
Із 1719 року — командир крейсерського загону Балтійського флоту. 25 травня 1719 року у морській битві біля острова Езель змусив капітулювати три шведські кораблі, за цю перемогу отримав звання капітан-командора. Улітку того ж року на чолі загону кораблів здійснював набіги на узбережжя Швеції. 
Із 1721 року — член Адміралтейств-колегії. Із 22 жовтня 1721 року — шаутбенахт (контрадмірал). У 1725 році був нагороджений орденом Святого Олександра Невського. Із 1727 року — віцеадмірал. Командував різними кораблями Балтійського флоту. Із 1732 року — член Військової морської комісії, керував будівництвом морського порту в Архангельську. У 1734 році брав участь в облозі Данцига під час Війни за польську спадщину. 
Під час російсько-турецької війни 1735 — 1739 років у 1737 році був призначений командиром Дніпровської флотилії. Помер в Очакові під час епідемії чуми. 